# Carlos Jayme
Carlos Jayme   (Goiânia, 13 de juny de 1980) és un nedador brasiler. Format en la Universitat de Florida, es va especialitzar en curses de velocitat per relleus. En competicions de 4x100 metres lliures va guanyar el bronze olímpic a Sidney 2000 i un or als Jocs Panamericans de 2003. També va participar amb l'equip brasiler de dues proves a Atenes 2004, sent eliminat en semifinals en ambdues.

## Palmarés
| Competició    | Any  | Seu            | Medalla | Prova           |
| ------------- | ---- | -------------- | ------- | --------------- |
| Jocs Olímpics | 2000 | Sydney         | 3       | 4x100 m lliures |
| Panamericans  | 2003 | Santo Domingo  | 1       | 4x100 m lliures |
| Panamericans  | 2003 | Santo Domingo  | 2       | 4x200 m lliures |
| Copa del Món  | 1998 | Rio de Janeiro | 3       | 50 m lliures    |
| Copa del Món  | 1999 | Pequin         | 3       | 100 m lliures   |
| Copa del Món  | 2000 | Hong Kong      | 3       | 100 m lliures   |